# نه پیرمرد دیزنی

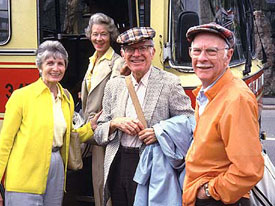
فرانک توماس (وسط) به همراه بهترین دوست اولی جانستون و همسرانشان در حال بازدید از هلسینکی

نه پیرمرد دیزنی هستهٔ انیماتورهای (برخی از آن‌ها بعدها کارگردان شدند) استودیوی دیزنی بودند که در ساخت برخی از آثار مشهور استودیوی دیزنی دست داشتند، از سفید برفی و هفت کوتوله  تا نجات دهندگان . والت دیزنی به شوخی نام این گروه از انیماتورها را «نه پیرمرد» نامید، اگر چه این انیماتورها در آن زمان در سن ۳۰ تا ۴۰ سالگی بودند. در حال حاضر همهٔ افراد گروه فوت کرده‌اند، این مردان به نام ۹ پیرمرد افسانه‌ای دیزنی شناخته می‌شوند.

## اعضا

### لس کلارک
لس کلارک  (۱۹۰۷ نوامبر ۱۷ ـ ۱۹۷۹ سپتامبر ۱۲)، که در سال ۱۹۲۷ به دیزنی پیوست. تخصص او انیمیت شخصیت میکی ماوس بود، او تنها کس در بین این ۹ پیرمرد بود که همراه با آب آیورکس  روی طراحی شخصیت کار کرد. لس سکانس‌های زیادی را در طول سال‌ها انیمیت کرد، از جمله انیمیشن بانو و ولگرد. او دست به ساخت و کارگردانی بسیاری از انیمیشن ویژه و کوتاه پرداخت.

### مارک دیویس
مارک دیویس  (۱۹۱۳ مارس ۳۰ ـ ۱۲ ژانویه ۲۰۰۰) کارش را در سال ۱۹۳۵ در انیمیشن سفید برفی آغاز کرد، و بعد به توسعه و انیمیت کاراکترهای بمبی  و تامپر  (بمبی)، شیطان  و کلاغ (زیبای خفته)، و شخصیت کروئلا د ویل  (صد و یک سگ خالدار) ادامه داد. دیویس مسئول طراحی کاراکتر برای دزدان دریایی کارائیب و طراحی عمارت جذاب دیزنی‌لند بود.

### اولی جانستون
اولی جانستون  (۱۹۱۲ اکتبر ۳۱ ـ ۲۰۰۸ آوریل ۱۴)، در ۲۱ ژانویه ۱۹۳۵ به عنوان کارآموز به استودیو دیزنی رفت و نخستین متحرک سازی‌هایش را روی انیمیشن‌های کوتاهی چون باغ میکی  و لاک‌پشت و خرگوش  تجربه کرد. او سپس وارد پروژه سفید برفی و هفت کوتوله شد و پس از آن بود که دوران درخشان او با همکاری در بیش از ۲۴ فیلم آغاز شد. او در نوشتن کتاب توهم زندگی  با فرانک توماس همکاری کرد. کار او شامل آقای سمی  (پیتر پن)، ناخواهری‌ها  (سیندرلا)، بازپرس بخش قضایی (ماجراهای آقای وزغ و ایچابود )، و پرنس جان (رابین هود) بود.

### میلت کاهل
میلت کال  (۱۹۰۹ مارس ۲۲–۱۹۸۷ آوریل ۱۹) کارش را در سال ۱۹۳۴ در انیمیشن سفید برفی آغاز کرد، کارش شامل شخصیت‌های شروری مانند شیر خان  (کتاب جنگل)، ادگار باتلر  (گربه‌های اشرافی)، کلانتر ناتینگهام (رابین هود)، و مادام مدوزا (نجات دهندگان) بود.

### وارد کیمبال
وارد کیمبل  (۱۹۱۴ مارس ۴ ـ ۲۰۰۲ ژوئیه ۸) در سال ۱۹۳۴ به والت دیزنی پیوست. کار او شامل لوسیفر ، جاک ، گاس  (سیندرلا)، و کلاه دوز دیوانه و گربه چشیر  (آلیس در سرزمین عجایب). کارهای او اغلب با بقیه انیماتورهای دیزنی متفاوت و منحصر به فرد بود.

### اریک لارسون
اریک لارسون  (۱۹۰۵ سپتامبر ۳ ـ ۱۹۸۸ اکتبر ۲۵) او در سال ۱۹۳۳ به دیزنی پیوست. یکی از انیماتورهای درجه یک دیزنی، که انیمیت شخصیت‌های قابل توجه مانند پگ  (بانو و ولگرد)، کرکس‌های (کتاب جنگل)، پیتر پن (پرواز بر فراز لندن به نورلند)، و خرگوش، روباه و خرس (آواز جنوب) را انجام داد. از آنجا که لارسون توانایی آموزش استعدادهای جدید را داشت، در سال ۱۹۷۰ مسئولیت آموزش انیماتورهای جدید را به عهده گرفت.

### جان لانزبری
جان لانزبری  (۱۹۱۱ مارس ۹ ـ فوریه ۱۳ ، ۱۹۷۶) در سال ۱۹۳۵ وارد شد، زیر نظر نرم فرگوسن  کار کرد، و به سرعت به یک انیماتور ستاره تبدیل شد. لانزبری شخصیت‌هایی مانند بن علی گاتور  (فانتازیا)، جورج عزیز (پیتر پن)، تونی، جو، و برخی از سگ‌ها (بانو و ولگرد)، پادشاهان (زیبای خفته)، فیل‌ها (کتاب جنگل)، و بسیاری شخصیت‌های دیگر را انیمیت کرد.

### ولفگانگ رایترمن
ولفگانگ رایترمن  (۱۹۰۹ ژوئن ۲۶ ـ ۱۹۸۵ مه ۲۲) در سال ۱۹۳۳ به عنوان انیماتور و کارگردان به دیزنی پیوست. او کارگردانی تمام فیلم‌های انیمیشن دیزنی را پس از مرگ والت دیزنی تا زمان بازنشستگی به عهده داشت. برخی از کارهایش شامل مونسترو  (پینوکیو)، تمساح (پیتر پن)، اژدها (زیبای خفته) و موش (بانو و ولگرد) است.

### فرانک توماس
فرانک توماس  (۱۹۱۲ سپتامبر ۵ ـ ۸ سپتامبر ۲۰۰۴) در سال ۱۹۳۴ به دیزنی پیوست. او در نوشتن کتاب توهم زندگی با اولی جانستون همکاری کرد. کار او شامل نامادری بدجنس (سیندرلا)، ملکه قلب‌ها (آلیس در سرزمین عجایب)، و کاپیتان هوک (پیتر پن) بود.

## تاریخچه
زمانی که رابین هود، منتشر شد تنها چهار نفر از نه پیرمرد در دیزنی انیمیت می‌کردند. آن‌ها میلت کاهل، جان لانزبری، فرانک توماس و اولی جانستون، اگر چه اریک لارسون هنوز هم به عنوان استعدادیاب و مربی برای دیزنی مشغول به کار بود، ولفگانگ ریدرمن مشغول کارگردانی و تولید فیلم، و مارک دیویس مشغول به طراحی پارک دیزنی‌لند شد. لانزبری در سال ۱۹۷۶ فوت کرد، کاهل بازنشست شد و چند سال بعد در سال ۱۹۸۷ درگذشت. توماس، جانستون و دیویس در سال ۱۹۷۸ بازنشسته شدند، و توماس و جانستون بعدها در کنار براد برد کارگردان فیلم غول آهنی (برادران وارنر ، ۱۹۹۹) و شگفت انگیزان (پیکسار ، ۲۰۰۴) برخوردار شدند. توماس در مدت کوتاهی پس از آن در سال ۲۰۰۴ درگذشت، و جانستون (که آخرین بازمانده از ۹ پیرمرد افسانه‌ای دیزنی بود) در سال ۲۰۰۸ درگذشت.

## ۱۲ اصل اساسی انیمیشن
نه پیرمرد، دوازده اصل اساسی انیمیشن را پی ریزی کردند:
1. فشردگی و کشیدگی Squash and stretch [۳۳]
2. پیش‌آگاهی Anticipation [۳۴]
3. صحنه‌پردازی staging [۳۵]
4. انیمیت مستقیم در مقابل انیمیت حالت به حالت Straight ahead action and pose to pose [۳۶]
5. دنباله‌ها و حرکات متوالی و کشیده‌شدن Follow through and overlapping action and Drag [۳۷]
6. افزایش و کاهش سرعت Slow in and slow out [۳۸]
7. قوس Arc [۳۹]
8. عمل ثانویه Secondary Action [۴۰]
9. زمان‌بندی Timing [۴۱]
10. اغراق Exaggeration [۴۲]
11. طراحی قدرتمند Solid Drawing [۴۳]
12. جذبه Appeal [۴۴]